# 聖瑪麗 (明尼蘇達州)
聖瑪麗（英語：St. Mary）是位於美國明尼蘇達州沃西卡縣聖瑪麗鎮區的一個非建制地區。

## 地理
聖瑪麗所處的海拔為高於海平面332米（即1089英呎），而該地所採用的時區為UTC-6，即北美中部時區（CST）。同時該地設有夏令時間，為UTC-6調快一小時，即UTC-5（CDT）。